# Ставрев, Драголюб
Драголюб Ставрев (макед. Драгољуб Ставрев; 28 июня 1932 года, Скопье, Югославия — 23 декабря 2003 года, Скопье, Македония) — македонский общественный и государственный деятель.
Окончил юридический факультет Университета в Скопье в 1957 году. Был редактором газеты «Студентски збор», председателем Союза молодёжи Македонии, заместителем председателя городского собрания Скопье во время восстановления города после катастрофического землетрясения 1963 года, председателем городского комитета СКМ в Скопье, членом ЦК СКЮ, членом и Исполнительным секретарём Президиума ЦК СКЮ, членом Исполнительного совета СФРЮ.
С 1982 по 1986 год занимал пост председателя Исполнительного совета Собрания Социалистической Республики Македония. Затем с 1986 по 1988 год был председателем Президиума республики.